# Antonio Candini
Antonio Candini (Cento, 18 ottobre 1892 – Pesaro, 25 aprile 1970) è stato un ciclista su strada italiano, professionista discontinuamente dal 1917 al 1927; non colse alcuna vittoria, ma partecipò ad alcune classiche internazionali e nazionali (fra cui ricordiamo il 10º posto al Giro del Veneto 1922, i piazzamenti nel 1923, al Giro del Veneto 8º, al Giro di Romagna nuovamente 8º, al Giro dell'Emilia 6º, il terzo posto nella Coppa Placci nel 1924 e il 7º al Giro di Romagna 1927).

## Piazzamenti

### Classiche monumento
- Milano-Sanremo

1924: 25º
- Parigi-Roubaix

1925: 62º